# 潰滝大記
潰滝 大記（つえたき ひろのり、1993年5月8日 - ）は日本の陸上競技選手。専門は長距離走。和歌山県那賀郡粉河町(現紀の川市)出身。粉河中学校、和歌山県立笠田高等学校、中央学院大学法学部卒業。富士通所属中。第99回日本陸上競技選手権大会及び第100回日本陸上競技選手権大会男子3000mSC優勝者。

## 略歴・人物
- 小学3年生で陸上を始める[4]。
- 好きな食べ物は寿司。嫌いな食べ物は海藻。[3]。
- 2012年、中央学院大学に入学。入学直後の関東インカレでは男子2部3000mSCに出場し、1年生ながら優勝を収める。翌年1月の第89回東京箱根間往復大学駅伝競走では1区を走った(区間8位)。
- 2014年、第90回東京箱根間往復大学駅伝競走で2年連続となる1区を担当(区間13位)。同年春の関東インカレでは、男子2部5000mで優勝を収める。また、第98回日本陸上競技選手権大会に3000mSCで出場し3位入賞を果たした。
- 2015年、第91回東京箱根間往復大学駅伝競走で3年連続となる1区を担当。過去最高の区間順位5位でタスキを繋ぎ、中央学院大学のシード権獲得に貢献した。同年春の関東インカレでは、男子2部5000mを制し2連覇を達成。また、男子2部10000mも制し長距離種目二冠も達成した。同年6月に開催された全日本大学駅伝関東予選では最終組4組目に出場し、28分31秒84の記録で自己ベストを更新。全体の2位(日本人トップ)で走り中央学院大学を予選トップ通過に導いた。全日本大学駅伝予選会のわずか6日後の第99回日本陸上競技選手権大会では2年連続となる3000mSCに出場。序盤から先頭を1度も譲らず、篠藤淳(山陽特殊製鋼)･山下洸(NTN)ら同種目優勝経験者を抑えて優勝を果たした。翌7月に韓国光州で開催された2015年夏季ユニバーシアードでは前人未到の3種目に出場(5000m･10000m･ハーフマラソン)。連戦の疲労の中、5000mでは6位入賞を果たした。同年10月の第27回出雲全日本大学選抜駅伝競走では2区を担当し15分51秒の記録で走り、鎧坂哲哉(明治大学卒)の区間記録(15分56秒)を4年ぶりに更新した。
- 大学卒業後、富士通に入社[3]。
- 2017年7月のホクレンディスタンスチャレンジ2017にて世界選手権参加標準記録を切り、2017年世界陸上競技選手権大会に3000メートルSCで出場。[5]。

## 主な戦績
| 年   | 大会                                     | 種目(区間)     | 順位     | 記録          | 備考       |
| ---- | ---------------------------------------- | -------------- | -------- | ------------- | ---------- |
| 2012 | 第91回関東学生陸上競技対校選手権大会     | 男子2部3000mSC | 優勝     | 8分45秒04     |            |
| 2013 | 第89回東京箱根間往復大学駅伝競走         | 1区            | 区間8位  | 1時間04分13秒 |            |
| 2014 | 第90回東京箱根間往復大学駅伝競走         | 1区            | 区間13位 | 1時間03分34秒 |            |
| 2014 | 第93回関東学生陸上競技対校選手権大会     | 男子2部5000m   | 優勝     | 13分51秒96    |            |
| 2014 | 第98回日本陸上競技選手権大会             | 3000mSC        | 3位      | 8分39秒54     |            |
| 2015 | 第91回東京箱根間往復大学駅伝競走         | 1区            | 区間5位  | 1時間02分27秒 |            |
| 2015 | 第94回関東学生陸上競技対校選手権大会     | 男子2部5000m   | 優勝     | 13分53秒93    | 2連覇      |
| 2015 | 第94回関東学生陸上競技対校選手権大会     | 男子2部10000m  | 優勝     | 28分54秒21    |            |
| 2015 | 第99回日本陸上競技選手権大会             | 3000mSC        | 優勝     | 8分32秒89     |            |
| 2015 | ユニバーシアード光州                     | 5000m          | 6位      | 14分13秒54    |            |
| 2015 | ユニバーシアード光州                     | 10000m         | 9位      | 29分52秒91    |            |
| 2015 | ユニバーシアード光州                     | ハーフマラソン | DNF      | ―             |            |
| 2015 | 第27回出雲全日本大学選抜駅伝競走         | 2区            | 区間賞   | 15分51秒      | 区間記録   |
| 2016 | 第92回東京箱根間往復大学駅伝競走         | 1区            | 区間6位  | 1時間02分12秒 |            |
| 2016 | 第100回日本陸上競技選手権大会            | 3000mSC        | 優勝     | 8分36秒39     | 2連覇      |
| 2016 | 第64回全日本実業団対抗陸上競技選手権大会 | 3000mSC        | 優勝     | 8分29秒78     | 大会新記録 |